# 鳥羽丸 (3代)
鳥羽丸（とばまる）は、鳥羽商船高等専門学校が使用する練習船。1994年（平成6年）に竣工した3代目が運用されてきたが、2024年（令和6年）6月14日に退役することとなった。

## 概要
鳥羽丸 (2代)の代船として、三井造船で建造され1994年6月に竣工した。全長40メートル、総トン数は244トン。
船員養成の為の練習航海（学生の航海実習）や研究航海に使用された。女子学生を配慮した設備を備えている。また一般公開や体験航海も年間に数回ほど行われた。
退役前の2024年（令和6年）6月1日と8日に小中学生や保護者を対象とする最後の体験航海を実施した。
2024年6月14日に退役することとなり、4代目となる練習船の代船は2025年3月に完成する予定である。

## 略歴
- 1960年(昭和35年)3月 初代竣工 総トン数56.52トン 予算1,800万円 船名は職員や生徒より募集してもっとも多かったものを名付けた[5]
- 1970年(昭和45年)6月1日 2代目竣工 総トン数325.67トン 予算1億310万6千円[5]
- 1994年(平成6年)8月19日 3代目竣工 総トン数244トン[5]